# Eriocaulon epedunculatum
Eriocaulon epedunculatum är en gräsväxtart som beskrevs av Potdar, Anil Kumar bis, Otaghvari och Sonkar. Eriocaulon epedunculatum ingår i släktet Eriocaulon och familjen Eriocaulaceae. Inga underarter finns listade i Catalogue of Life.

## Bildgalleri

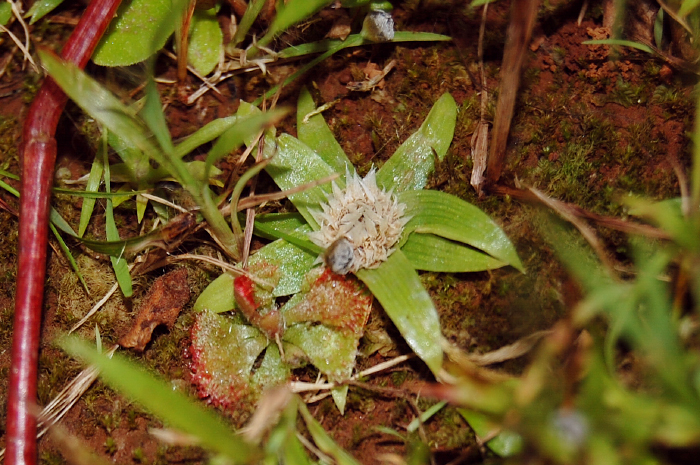